# Trolínské

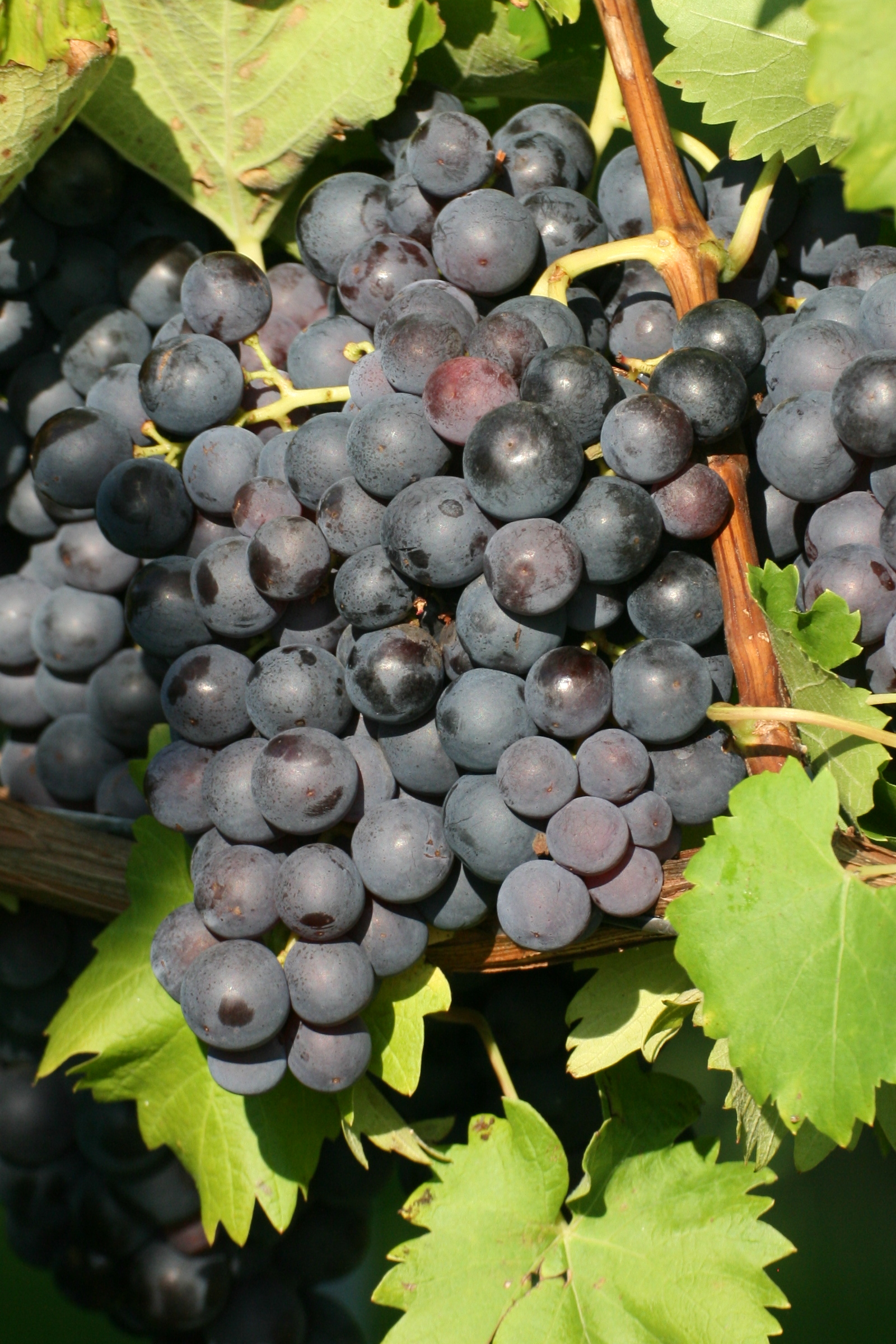
Hrozen odrůdy Trolínské, Lehrensteinsfeld, Německo

Trolínské (název dle VIVC Schiava Grossa, běžně používaný název v německy mluvících oblastech Trollinger, název, užívaný mezi malopěstiteli Black Hamburg, nebo také Frankenthal) je starobylá, středně pozdní moštová a stolní odrůda révy vinné (Vitis vinifera), používaná k výrobě červených vín a k přímé spotřebě. Pochází patrně z oblasti Jižního Tyrolska, z italského regionu Trentino-Alto Adige, kde jsou dodnes pěstovány i další odrůdy rodiny odrůd Schiava.

## Popis

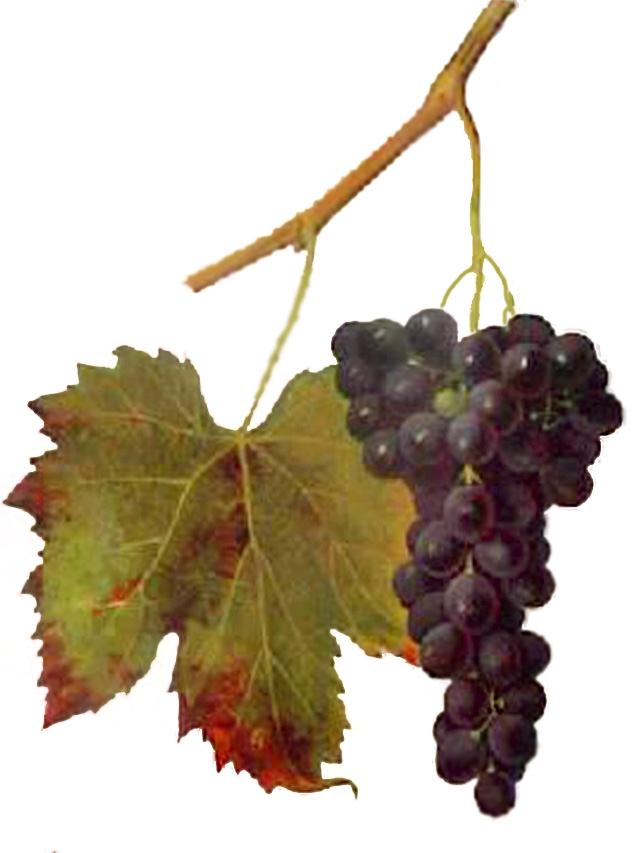
Kresba odrůdy Schiava z publikace Ampélographie, Viala et Vermorel

Réva vinná (Vitis vinifera) odrůda Trolínské je jednodomá dřevitá pnoucí liána, dorůstající v kultuře až několika metrů. Kmen tloušťky až několik centimetrů je pokryt světlou borkou, která se loupe v pruzích. Úponky révy umožňují této rostlině pnout se po pevných předmětech. Růst je bujný až velmi bujný s vodorovnými letorosty. Vrcholky letorostů jsou otevřené, světle zelené, středně silně bíle vlnatě ochmýřené, slabě pigmentované antokyaniny, s červenavým nádechem. Internodia a nodia jsou zelená, někdy červeně pruhovaná na osluněné straně, pupeny jsou slabě pigmentované antokyaniny. Mladé lístky jsou světle zelené až žlutavé s bronzovými okraji, slabě pigmentované antokyaniny, slabě pavučinovitě ochmýřené. Jednoleté réví je eliptického průřezu, rýhované, žlutavě hnědé, průměrně silné.
Dospělé listy jsou středně velké, relativně silné, tří až pětilaločnaté s mělkými až středně hlubokými výkroji, povrch je světle zelený, svraskalý, středně silně, drsně puchýřnatý, rub listu je hladký a lysý, okraj listu je nepravidelně, tupě zoubkovaný, řapíkový výkroj je lyrovitý, otevřený s ostrým dnem až s překrytými cípy a s průsvitem. Řapík listu je středně dlouhý, zhruba stejně dlouhý, jako medián listu. Žilnatina listu je bez antokyaninové pigmentace. Podzimní barva listů je červená.
Oboupohlavní pětičetné květy v hroznovitých květenstvích jsou žlutozelené, samosprašné. Plodem jsou velké (20–23 mm), okrouhlé až protáhle vejčité, středně silně ojíněné, červenofialové až fialovočerné bobule (existuje též forma s hrozny modrošedými) s tenkou až středně silnou, jemnou slupkou, dužina je sladká, řídká, poněkud osobité, přesto však příjemné chuti s herbálními tóny. Stopečky bobulí jsou krátké, lehce oddělitelné. Semena v dužině jsou poměrně dlouhá. Bobule mají tendenci nevyzrávat současně, což společně s tenkou a jemnou slupkou vede k tomu, že hrozny špatně snášejí transport a skladování. Hrozny jsou středně velké až velké, poměrně dlouhé, válcovité až kuželovité, průměrně kompaktní, s křidélky, stopky jsou průměrně dlouhé a středně silné, průměrně lignifikované.

## Původ a rozšíření
Trolínské je starobylá, středně pozdní moštová a stolní odrůda révy vinné (Vitis vinifera). Pochází patrně z oblasti Jižního Tyrolska, z dnešního italského regionu Trentino-Alto Adige. Do oblasti Rýna se dostala patrně již v době Římské, rozšířila se i do údolí řeky Neckar. Pod názvem Trollinger je v Německu poprvé zmíněna ve čtrnáctém století, dále je o ni zmínka například ve zprávě papežského legáta Alexandra, který kolem roku 1520 píše, že vína z této odrůdy si oblíbil i Martin Luther.
Jako moštová odrůda se Trolínské pěstuje v italském regionu Trentino-Alto Adige, kde tvoří součást vín Vallagarina IGT a Vigneti delle Dolomiti IGT, rozšířená je zvláště v oblasti Überetsch, ale najdeme ji i v Lombardii a v regionu Friuli-Venezia Giulia, dále je pěstována v Německu, ve Württembersku a v Bádensku (Kraichgau). Po celém světě je nicméně rozšířena jako stolní odrůda pod názvy Black Hamburg či Frankenthal.
V Německu se roku 2007 nacházelo 2.504 hektarů, odrůda je vysazena na 2,5 % celkové plochy německých vinic, takřka výhradně v oblasti Württemberska. V Itálii byla roku 1995 vysazena na 3.415 ha, převážně v provinciích Bergamo, Bolzano, Trient, Verona a Brescia. Dále ji najdeme například v Argentině, Rakousku, Bulharsku, Kanadě, Belgii, Švýcarsku, Francii, Indonésii, Japonsku, Mexiku, Anglii, Chile a v mnoha dalších státech.
Ve Státní odrůdové knize České republiky není odrůda zapsána. Vinařský zákon nepovoluje u nás z této odrůdy vyrábět ani víno v kategorii zemských vín.
V České republice je odrůda pěstována prakticky pouze malopěstiteli.

## Název
Český název Trolínské vychází z německého Trollinger, ten je patrně odvozen z původního Tirolinger, protože právě z jižních Tyrol odrůda pochází. Další používaný název odrůdy, Black Hamburg, vychází z faktu, že z přístavního města Hamburk se odrůda v 18. století dostala do Anglie, kde začala být poprvé pěstována jako stolní odrůda. První zde začal s pěstováním této odrůdy ve skleníkách zahradník Warner, poté, co si získala na popularitě, byla ve velkém množství pěstována v zahradách Cumberland Lodge ve Windsoru, v Hampton Court Palace a Sillwood Park.
Italský název rodiny odrůd Schiava (výslovnost „skjava“) údajně vznikl ve 13. až 14. století, kdy se ke klasické formě pěstování na pergolách přidala forma pěstování v řádcích, kdy se úponky révy navzájem proplétaly. Takto pěstovaná réva se nazývala „schiava“ (doslova „otrokyně“). Jiná hypotéza tvrdí, že název má pravděpodobně původ v názvu Slavonia či Schiavonia.
Odrůda má velké množství synonym, což svědčí o její starobylosti. Další, lokálně používaná synonyma odrůdy jsou : Шиава гросса, Троллингер, Блауер троллингер, Гросс Вернаг, Ува Шиава (vše Rusko), Admiral, Aegypter, Ägyptischer, Aleksandriskii Chernyi, Baccaria, Bacheracher, Bammerer, Barth der Alten, Bilsenroth, Black Gibraltar, Black Hambourg, B. Hamburg, B. Hamburgh, B. Portugal, B. Prince, B. Tripoli, Blauer Trollinger, Blauwälsche, Bocksauge, Bocksaugen, Bocksbeutel, Bockshoden, Bockstraube, Braddick’s Seedling, Bruxelloise, Chasselas Bleu de Windsor, C. de Jérusalem, C. de Windsor, Dachtraube, Dutch Hamburgh, Edel Vernatsch, Edelvernatsch, Fleischtraube, Frankentaler, Frankenthal, F. Noir, Garston Black Hamburgh, Gelbholziger Schwarzblauer Trollinger, G. Trollinger, Gros Bleu, G. Noir, G. Plant Grand Noir, G. Italiener, Gros Vernatsch, Grosse Race, Großer Burgunder, Großroth, Großschwarzer, Großvernatsch (Trentino-Alto Adige), Hammelshoden, Hammelsschelle, Hammelssohlen, Hampton Court Vine, Hudler, Huttler, Imperator, Khei-Khan, Knevet’s Black Hamburgh, Kölner Blau, Kreuzertraube, Lambert, Lamper, Languedoc, Lombard, Lugiana Near, Maltheser Roth, Malvasier, Malvoisier, Maroquin d’Espagne, Meraner Kurtraube, Ministra, Modri Tirolan, Mohrendutte, Mohrentutte, Morrokin Barbaron, Nougaret Grosse Race, Pfundtraube, Plant de Paris, Pommerer, Pope Hamburgh, Prince Albert, Purple Hamburgh, Queen Victoria, Raisin Bleu, R. B. Recherche, R. Bleu de Frankental, R. de Languedoc, Red Hamburgh, Rheinwein Blau, Richmond Villa Hamburgh, Rothelbner, Salisbury Violette, Schiava Grossa, Schiavone, S. di Merano Nero, Schliege, Schwarzblauer, S. Trollinger, Schwarzer, S. Wälscher, Schwarzwälscher, Spanisch Blau, Straihntraube, Südtiroler Kurtrauben, Teplichnyi Chernyi, Tirolan Crni, Tirolinger, Troller, Trollinger, T. Blau, T. Gelbholzig, T. Weissholzig, Trollingi Kék, Tschaggele (Alto Adige), Uva Cenerente (mylně), U. Meranese, U. Nera d’Amburgo, Valentines, Vernatsch, Victoria, V. Hamburgh, Wälscher, Warner’s Hamburgh, Weissholziger Trollinger, Welke Burgundske, Welko Modre, Zottelwälscher, Zottler.

## Rodina odrůd Schiava
Rodina odrůd Schiava pravděpodobně pochází ze severu Itálie, z regionu Trentino-Alto Adige, kde je lokálně nazývána též Vernatsch (nezaměňovat s odrůdou Vernaccia).
Pěstováno je zde několik různých klonů či variet, dnes již uváděných jako samostatné odrůdy. Liší se tvarem a velikostí hroznů a bobulí a barvou bobulí. Nejznámější jsou :
Schiava Gentile (synonyma : Frankenthal, Gemainer Vernatsch, Kleinvernatsch, Margellana, Matta, Mittelvernatsch, Mitterbernatsch, Mittervernatsch, Montorfano, Patriarca, Prevedessa, Prevedone, Rot(h)er Vernatsch, Schiava Media, S. Piccola, S. Rot, Sciaeta, Sciava, S. Media, Sciavo, Sclavo, Uva Patriarcale) je moštová odrůda bujného růstu má středně velké, okrouhlé, nečleněné až třílaločnaté listy s mělkými výkroji, středně velké, protáhle pyramidální, řídké hrozny a středně velké, kulaté, nepravidelné bobule s jemnou, středně silnou, ojíněnou slupkou modrofialové barvy. Dužnina je šťavnatá, delikátní sladké chuti. Dává aromatická vína světle rubínové barvy, v chuti mírně nahořklá a se slanými tóny, tvořící součást vín DOC Trentino, Valadige a Lago di Caldaro. Roku 1990 se v Itálii pěstovala na 1.163 hektarech, v regionech Trentino-Alto Adige a Friuli.
Schiava Grigia (synonyma : Grau Vernatsch, Grauer, Graur, Grauvernatsch, Trollinger Grauer, Vernatsch Grau, V. Grauer) je moštová odrůda velmi bujného růstu má středně velké, pětiúhelníkové, nečleněné až třílaločnaté listy s mělkými výkroji, středně velké, protáhle pyramidální, někdy okřídlené, řídké hrozny, delší než Schiava Gentile a středně velké kulaté bobule se silně ojíněnou, jemnou, středně silnou slupkou zabarvenou do modrofialova. Dužnina je šťavnatá, má příjemnou chuť, v porovnání s ostatními poněkud navinulou. Dává ovocitá vína světlejší rubínové barvy, aromatická, mírně nahořklá, středního obsahu alkoholu, tvořící součást vín DOC Valdadige a Lago di Caldaro. Roku 1990 se v Itálii pěstovala na 201 hektarech, v regionech Trentino-Alto Adige a Friuli.
Schiava Grossa, tedy zde popisovaná moštová a stolní odrůda, má hrozen válcovitý, delší, velký, rozsochatý a poměrně kompaktní, bobule velké, nepravidelně oválné, s jemnou, ojíněnou, tenkou až středně silnou slupkou. Dužnina je řídká, chuť jemná. Roku 1990 se v Itálii pěstovala na 3.385 hektarech.
Schiava Grossa var. Tschaggele má kratší (12–15 cm), podsaditý, řídký hrozen ve tvaru komolého kuželu až pyramidální, bobule velmi podobné odrůdě Schiava Grossa, odlišující se masitou dužinou. Je pěstována v regionu Trentino-Alto Adige, v provinciích Bolzano a Trento.
Schiava Lombarda (synonyma : Bot(t)ascera, Botascere, Bregiola, Margellana, Matta, Mergellana, Montorfana, Patriarca, Prevedessa, Prevedossa, Rossera, Schiava della Lombardia, S. di Bergamo, S. di Como, S. di Varese, Uva Patriarcale, Valenzana) je moštová odrůda bujného růstu, vysoké produktivity, pěstovaná na vinicích regionů Lombardie (provincie Como a Lecco) a Trentino-Alto Adige, roku 1990 na 386 hektarech. Má středně velké až velké, okřídlené, středně kompaktní hrozny ve tvaru komolého kuželu, bobule jsou velké, kulaté, ojíněné, modročerné barvy, s dužinou jednoduché chuti. Zraje koncem září až začátkem října. Poskytuje víno třešňově červené barvy, aromatické, suché, lehké, s mírnou hořčinkou v odchodu, tvořící součást vín Bergamasca IGT a Ronchi di Brescia IGT.
Rodina odrůd Schiava obecně dozrává středně pozdně a dává ovocitá vína světle červené barvy, která se vyznačují jemnou muškátovou vůní a středně plným tělem. Jsou to vína s mírnými tříslovinami, s postupně se rozvíjející mandlovou hořčinkou a s lahodnou, plnou chutí. Pijí se vychlazená až na 12 °C a dobře se hodí k rybám asijské kuchyně. Používají se také do kupáží s odrůdami Cabernet Sauvignon, Merlot či s další jihotyrolskou odrůdou Lagrein.

## Kříženci odrůdy
Odrůda byla partnerem při šlechtění stolních odrůd Muscat Hamburg (Muscat-Trollinger), což je kříženec odrůd Muscat of Alexandria x Trolínské, Madeleine Royale, křížence odrůd Trolínské x Pinot, dále pak při šlechtění moštových odrůd Kerner a Helfensteiner německého šlechtitele Augusta Herolda a Rotberger a Witberger německého šlechtitele Heinricha Birka. Ve Weinsbergu byly za pomoci Trolínského dále vyšlechtěny odrůdy Palas a Happenbach. Zajímavostí je, že v katalogu VIVC samostatně uvedená odrůda Trollinger Früh Blauduftig není příbuzná rodině odrůd Schiava, jedná se pouze o synonymum odrůdy Elbling Blau.

## Pěstování
Odrůda v terénu vyžaduje velmi dobré polohy, ale snáší dobře i půdy s vyšším obsahem vápníku, netrpí chlorózou ani sprcháváním, slušně odolává plísni šedé (Botrytis cinerea), citlivější je na padlí révové (Uncinula necator) a plíseň révovou (Plasmopara viticola), špatně odolává mrazu. Výnosy jsou většinou velmi vysoké, pro zvýšení kvality hroznu je vyžadována redukce počtu hroznů. V Německu poskytla v letech 1980–2003 úrodu 15,5–16,5 t/ha při cukernatosti 67–68 5 °Oe a aciditě 9,4–11 g/l. Ve vhodných klonech je odrůda k použití i pro pěstování ve skleníku. Dozrává 20 dnů po Chasselas, v Itálii v polovině až koncem září.

## Víno
Dobré Trolínské je rubínové barvy, aromatické, příjemně harmonické, s vyšší kyselinkou, s nízkými taniny, nižšího obsahu alkoholu a vystihují jej atributy „svěží“ a „šťavnaté“. Nepotřebuje dlouhou dobu zrání, pije se mladé. Sotva se s ním setkáme v přívlastkových verzích. Z nejlepších hroznů se dočkáme vín s vyšším obsahem taninů, schopných i několikaletého zrání, s výrazným ovocitým buketem a s osobitou, jemně muškátovou chutí s náznakem mandlové hořčinky, jakou příliš červených vín nevykazuje.
Trolínské platí za „švábský národní nápoj“ a doporučuje se zde k steakům, telecímu, králičímu masu, pokrmům z vnitřností a k neutrálním týpům sýra. Velká část Trolínského končí v cuvée s odrůdou Frankovka. Výsledné víno je plné a tělnaté, vhodné jak k posezení s přáteli, tak k pečenému kuřeti, smaženým játrům a sekané. Můžeme se setkat i s odrůdovými rosé lososově růžové barvy. Bohužel se často setkáme i s průměrnými ovocitými víny světlé barvy z neredukovaných sklizní. V oblasti Überetsch se odrůdová vína nazývají „Kalterer See“. Dalším typickým názvem vín je „St. Magdalener“ z okolí Bolzana, též „Bozner Leiten“ či „Meraner Hügel“.

### Multimédia
- Ing. Radek Sotolář : Multimediální atlas podnožových, moštových a stolních odrůd révy, Mendelova zemědělská a lesnická universita Brno, zahradnická fakulta v Lednici
- Martin Šimek : Encyklopédie všemožnejch odrůd révy vinné z celýho světa s přihlédnutím k těm, co již ouplně vymizely, 2008–2012